# Fort Hanstholm

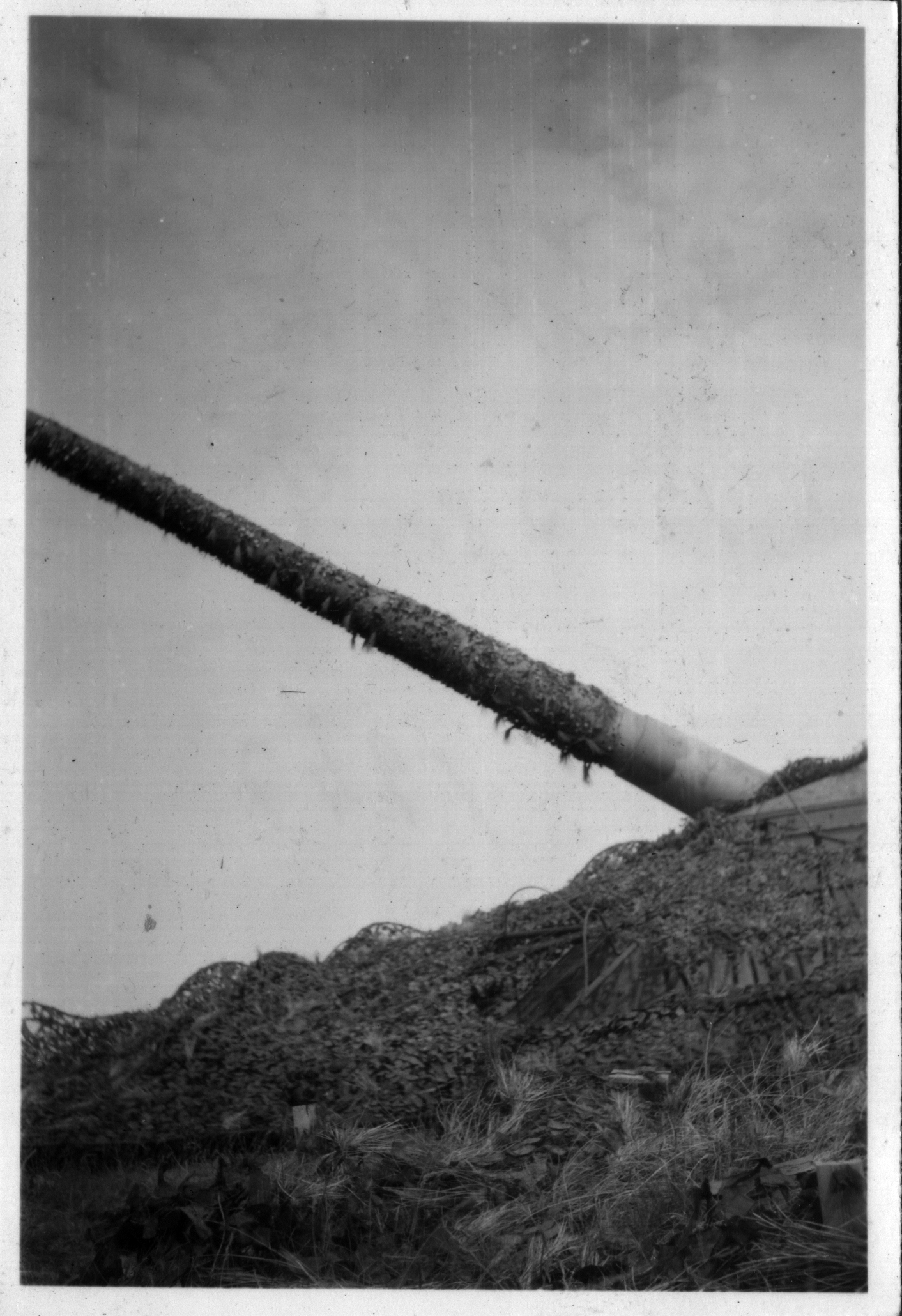
Een van de grote kanonnen van het fort in 1947

Fort Hanstholm (Duits: Festung Hanstholm, Deens: Hanstholm batteri) was een door nazi-Duitsland gebouwd fort in het Deense stadje Hanstholm.

## Het fort
Fort Hanstholm werd in de Tweede Wereldoorlog door de Duitse bezetter opgetrokken als deel van de Atlantikwall en het was met de oplevering in 1940 een van de eerste versterkingen die in dat kader werden voltooid. Hoofddoel was het bestrijken van het het Skagerrak, samen met Fort Vara in Kristiansand in Noorwegen, om daarmee het Kattegat te kunnen afsluiten.
Daartoe werd in fort Hanstholm een kustbatterij opgesteld, met onder meer vier stuks 38 cm-geschut met een bereik tot 55 kilometer, gebouwd door de firma Rheinmetall. De kanonnen waren oorspronkelijk bestemd voor het slagschip de Gneisenau, maar nadat deze was gebombardeerd werd daarvan afgezien en werden de acht kanonnen verdeeld over de twee forten aan weerszijden van het Skagerrak.
Verder telde het fort vier vuurmonden met een kaliber van 17 centimeter, ettelijke stukken luchtafweergeschut en radarinstallaties. De kanonnen werden beschermd door onder meer 3,5 meter gewapend beton en vele bunkers, stellingen en versperringen.

## Na de oorlog
Het meeste geschut werd in 1951/52 voor schroot verkocht. Het fort is goeddeels gesloopt, op een paar bunkers en andere versterkingen na, waarin thans een museum is gevestigd.

## Afbeeldingen uit het museum

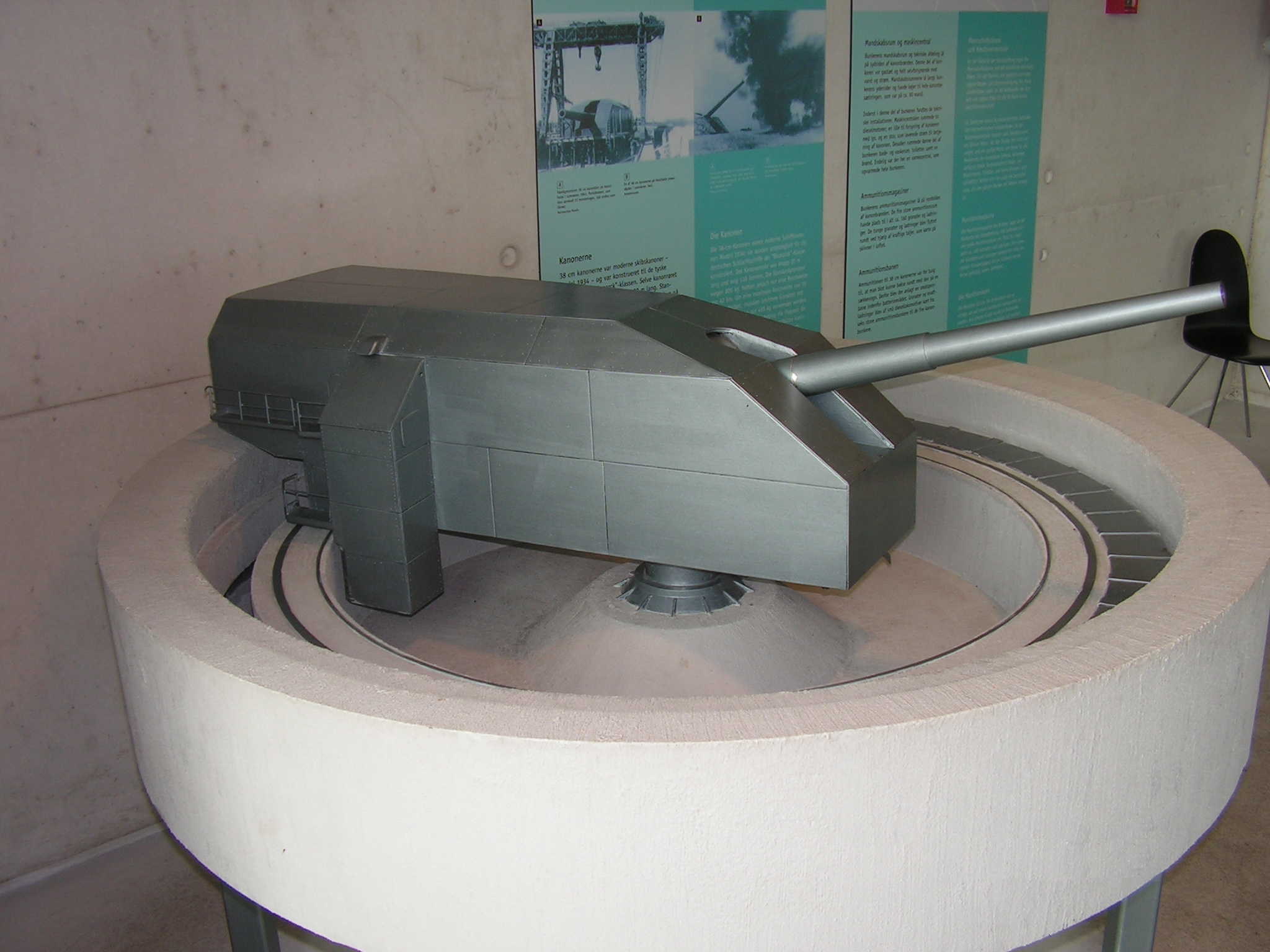
Model van het 38 cm-geschut
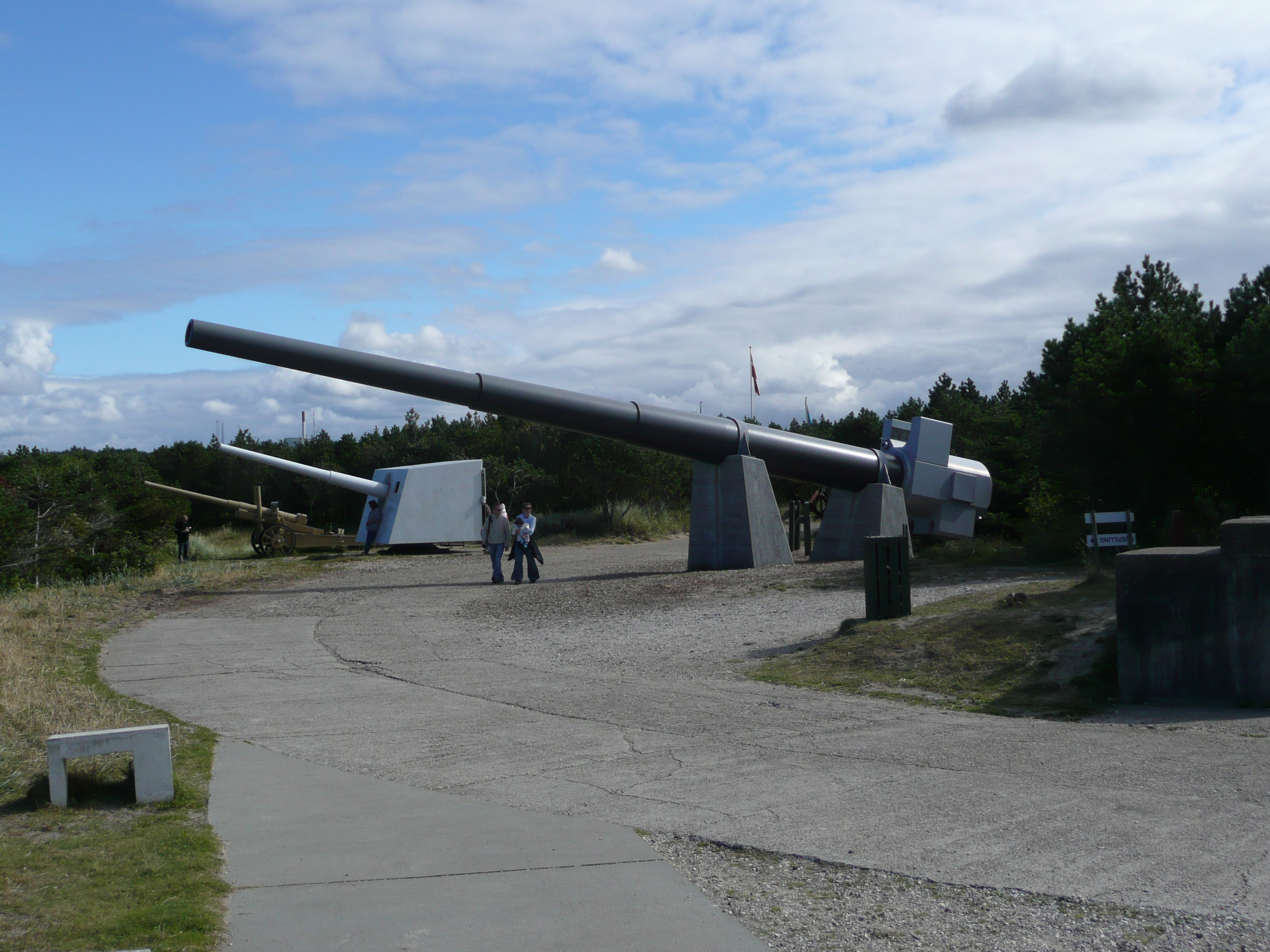
Geschut in het museum. De 38 cm-vuurmond op de voorgrond is een replica
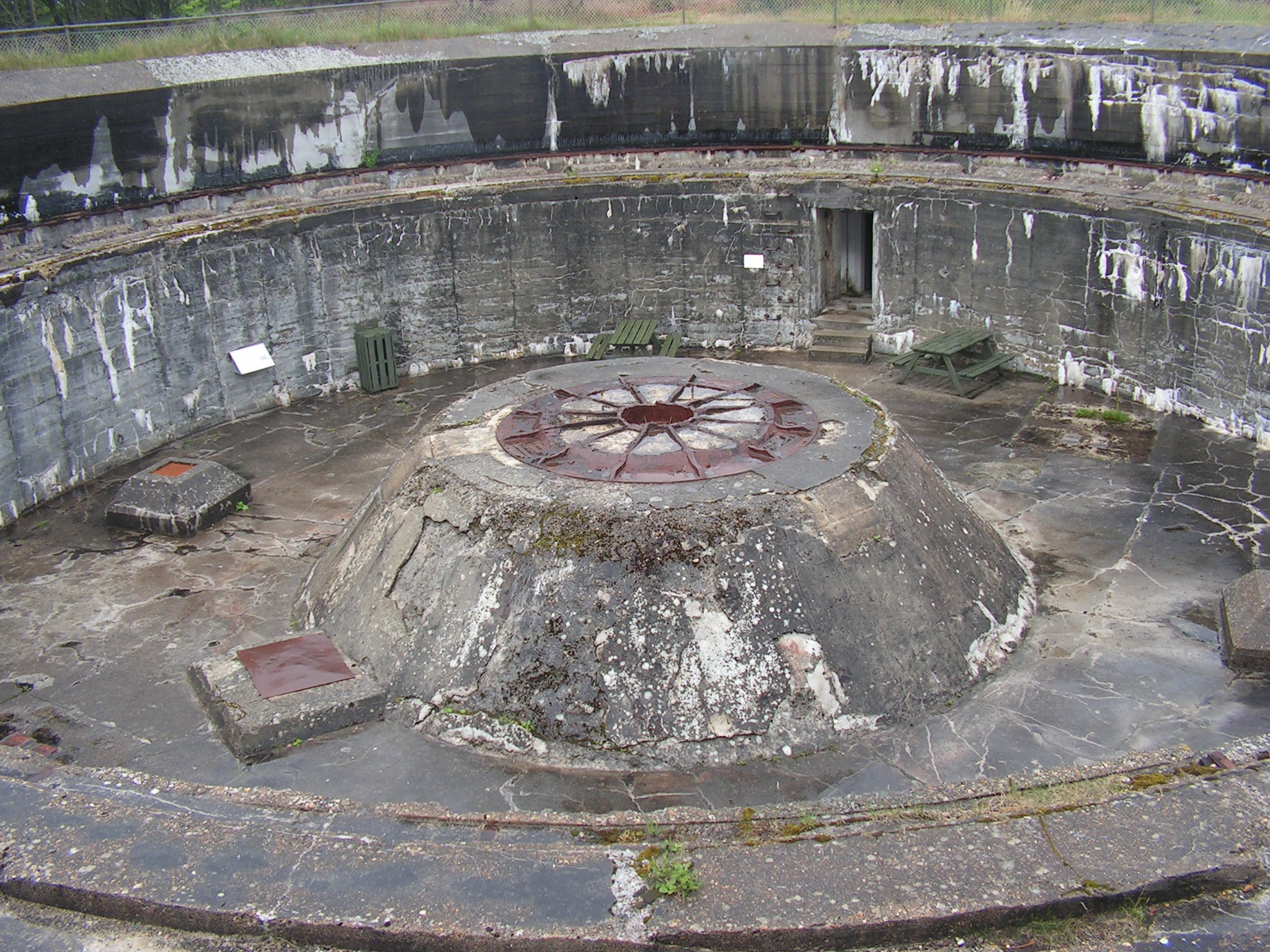
Sokkel van de draaischijf van een 38 cm-kanon
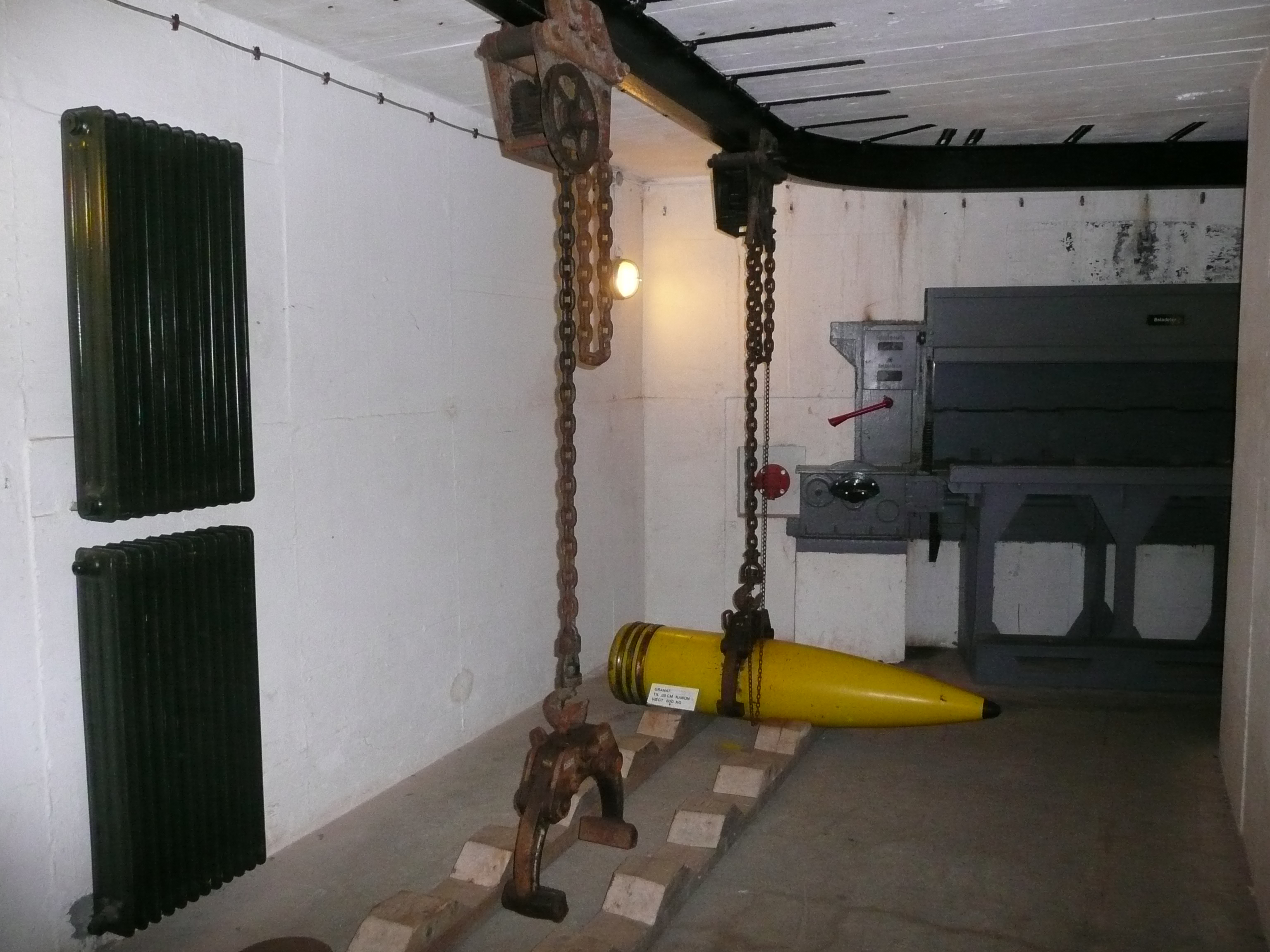
38 cm granaat met een gewicht van 800 kilo
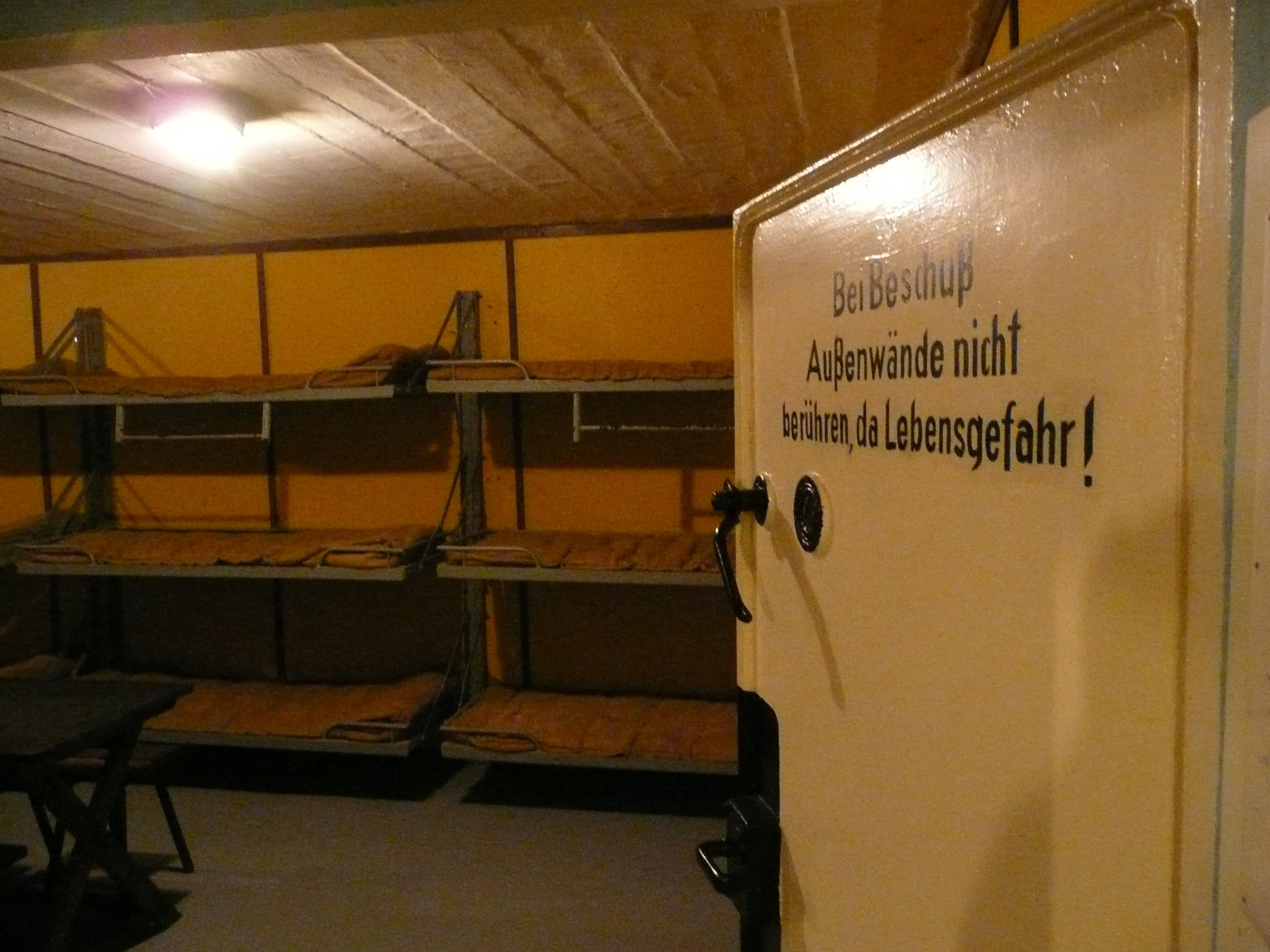
Manschappenverblijf
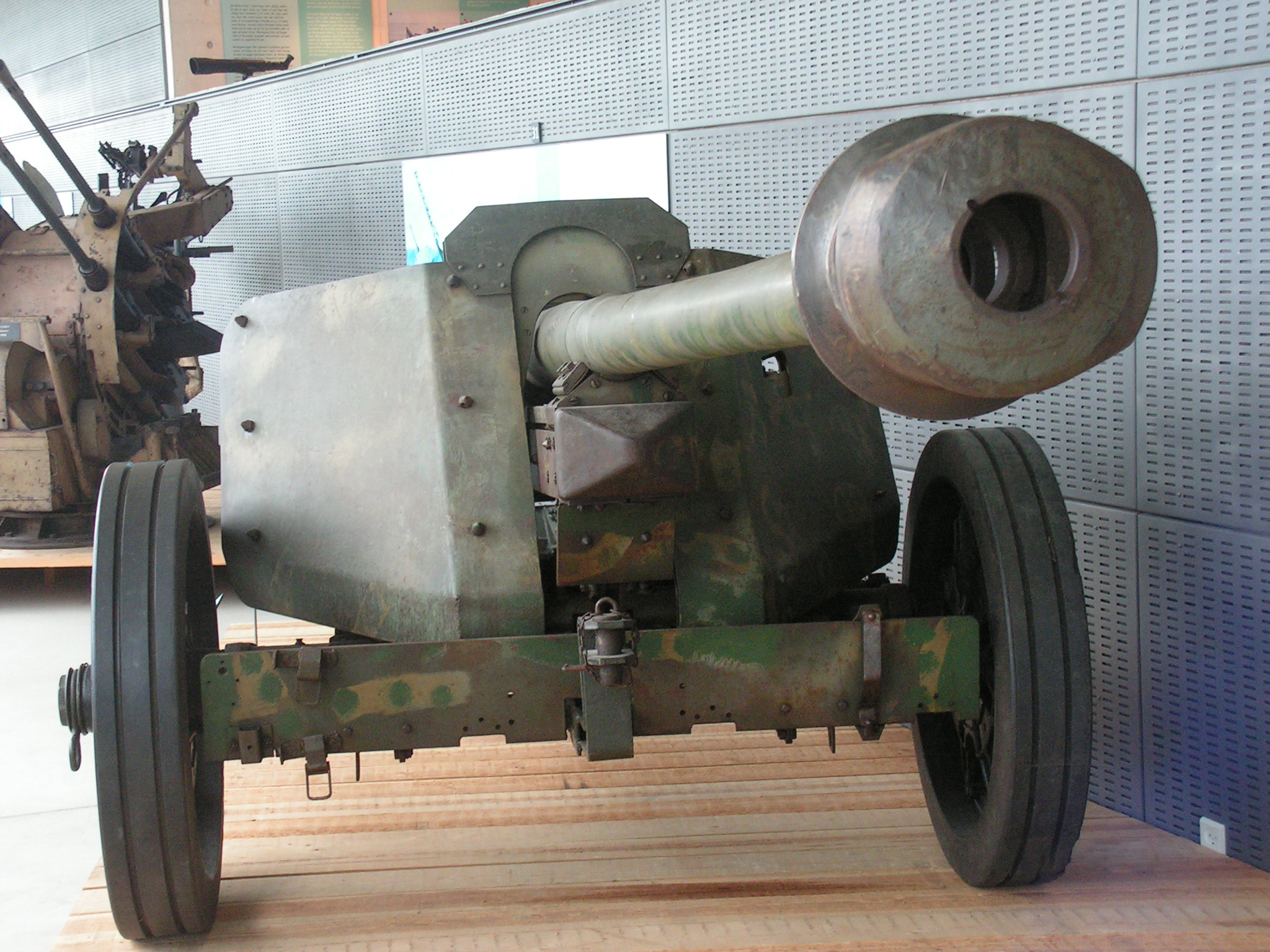
PaK36 antitankgeschut